# Марино (Кольчугинский район)
Марино — деревня в Кольчугинском районе Владимирской области России, входит в состав Раздольевского сельского поселения.

## География
Деревня расположена на берегу реки Ворша в 25 км на восток от центра поселения посёлка Раздолье и в 30 км на восток от райцентра города Кольчугино.

## История
В XIX — начале XX века деревня входила в состав Спасской волости Юрьевского уезда, с 1925 года — в составе Калининской волости Юрьев-Польского уезда Иваново-Вознесенской губернии. В 1859 году в деревне числилось 29 дворов, в 1905 году — 52 двора.
С 1929 года деревня входила в состав Снегиревского сельсовета Кольчугинского района, с 1954 года — в составе Ельцинского сельсовета, с 1983 года — в составе Павловского сельсовета, с 2005 года — в составе Раздольевского сельского поселения.

## Население
| 1859 | 1905 | 2002 | 2010 | 2021 |
| ---- | ---- | ---- | ---- | ---- |
| 250  | ↗316 | ↘8   | ↗9   | ↗12  |